# Eunidia partenigroantennalis
Eunidia partenigroantennalis là một loài bọ cánh cứng trong họ Cerambycidae.